# فدراسیون انقلابی ارمنی
فدراسیون انقلابی ارمنی (ARF) که در زبان ارمنی (به ارمنی: Հայ Յեղափոխական Դաշնակցութիւն) «های هِغاپوخاکان داشناکسوتیون» نامیده می‌شود یکی از احزاب سیاسی در کشور ارمنستان است که در سال ۱۸۹۰ میلادی در شهر تفلیس توسط کریستاپور میکائلیان، استپان زوریان و سیمون زاواریان بنیاد نهاده شد.
نام این حزب را اغلب به اختصار داشناکسوتیون و اعضاء آن را داشناک می‌نامند.

## ارمنستان از سده ۱۶ (میلادی) تا استقلال آن در سال ۱۹۱۸ میلادی
فتح ارمنستان به دست دولت عثمانی جز در سده شانزدهم میسر نگردید. این فتح نیز در چهارچوب گسترش عظیم امپراتوری عثمانی که در واقع دنباله فتح قسطنطنیه است، قرار می‌گیرد. (۱۵۱۷ میلادی).
در این زمان ایران با ظهور شاه اسماعیل یکم دچار تحولی بزرگی شد و توانست خود را از زیر سلطه بیگانگان نجات دهد، همچنین موفق شد که ترکمن‌ها را در ارمنستان شکست داده و آنان را از خاک ارمنستان بیرون کند. اما سلطه ایرانیان بر ارمنستان زیاد طول نکشید زیرا در آغاز قرن شانزدهم جانشینان سلطان محمد دوم کار توسعه امپراتوری عثمانی به سمت شرق را از سر گرفتند.
سلطان سلیم یکم به ایران حمله‌ور شد، شاه اسماعیل را شکست داد و با جنگ ۱۵۱۴–۱۵۱۶ میلادی قسمت اعظم ارمنستان را به تصرف درآورد. سلیم یکم هنگامی که بر تخت دولت عثمانی نشست حدود و ثغور آن از سمت مشرق تا ارزنجان و آدانا پیش نرفته بود او بود که این مرزها را از مشرق تا کوه آرارات و از جنوب تا اسوان به جلو کشید و بدین وسیله بزرگ‌ترین بخش ارمنستان و سوریه و مصر را به خاک خود ضمیمه کرد.
در زمان پادشاه صفوی، شاه محمد خدابنده نواحی شمالی ارمنستان به تصرف ایرانیان درآمد. در سال ۱۵۸۰ میلادی عثمانی‌ها سعی داشتند تا ایرانیان را از نواحی ولایت شیروان، ارمنستان، گرجستان و جمهوری آذربایجان بیرون رانند. در این زمان دولت صفوی برای حفظ موقعیت خود ناچار به صلح با دولت عثمانی شد که در نتیجه آن تا ۱۵۸۵ میلادی تمامی سرزمین ارمنستان زیر سلطه عثمانی درآمد.
بدین ترتیب از سده شانزدهم به بعد، قسمت اعظم کشور ارمنستان به امپراتوری عثمانی ضمیمه شد.
در سال ۱۶۰۳ میلادی جنگ‌های ایران و عثمانی شدت می‌یابد، آغاز جنگ‌ها با حمله قشون «علی پاشا» به شهر سلماس همراه بود. ارتش ایران وارد تبریز شد و طی یک جنگ بسیار سخت قشون بیست هزار نفری علی پاشا را شکست داد و در اوایل سال ۱۶۰۴ میلادی به طرف نخجوان حرکت کرد. در این زمان نیروهای عثمانی به طرف ایروان حرکت کرده بودند. نیروهای ایرانی نیز بعد از تصرف نخجوان به طرف ایروان حرکت کردند.
در همین تاریخ بود که شاه عباس که در تبریز به سر می‌برد، به طرف ایروان حرکت کرد و موفق شد در تابستان همان سال ایروان را تصرف کند. در نهایت تا سال ۱۶۰۷ میلادی یعنی کمتر از پنج سال پس از شروع تهاجم متقابل شاه عباس علیه عثمانیان آخرین سزباز عثمانی از سرزمین ایران بیرون رانده شد. بعد از این جنگ‌ها بود که شاه عباس قسمت اعظم ارمنی‌های ساکن در دشت آرارات را به ایران کوچاند و در محله جلفا (اصفهان) ساکن کرد.
جنگ‌های بین ایران و عثمانی تقریباً سه دهه به طول انجامید. ابتدا نیروهایی در فاصله سال‌های ۱۶۰۶–۱۶۱۲ میلادی شکل گرفت، که نواحی شمالی ارمنستان را دچار خسارت و ویرانی فراوان کرد. بین سال‌های ۱۶۱۶–۱۶۱۷ میلادی دوباره درگیری‌ها در ناحیه دشت آرارات و اطراف آن آغاز شد. در طی این جنگ‌ها عثمانیان بیش از ۳۰ هزار نفر از ارمنی‌ها را به اسارت بردند. پس از آن در سال ۱۶۲۶ میلادی آتش‌بس از سوی طرفین درگیر در جنگ اعلام می‌شود ولی به زودی در بین سال‌های ۱۶۲۶–۱۶۲۷ میلادی دوباره نبردهایی شکل می‌گیرد که تا سال ۱۶۳۸ میلادی ادامه می‌یابد.
در سال ۱۶۳۹ میلادی در ناحیه کارا - آمید بین امپراتوری عثمانی و دولت صفوی ایران عهدنامه صلحی امضاء شد که تا حدود ۸۰ سال همچنان پابرجا ماند. بر طبق این عهدنامه کشور ارمنستان عملاً به دو قسمت شرقی (تحت حاکمیت ایران) و غربی (تحت تسلط عثمانی) تقسیم گردید.
ارمنیان ارمنستان غربی تحت سلاطین عثمانی دوران فاجعه‌آمیزی را آغاز کردند. طی سده‌های هفدهم و هجدهم اینان اقدام به تلاش‌هایی در جهت رهایی از یوغ امپراتوری عثمانی کردند.
پس از جنگ‌های ایران و روس و عقد عهدنامه ترکمانچای و عهدنامه گلستان، ارمنستان شرقی از سال ۱۸۲۷ میلادی تحت تسلط روسیه درآمد در آن دوران قفقاز را نایب السلطنه‌ای اداره می‌کرد که در تفلیس مقیم بود. این سرزمین به پنج ایالت تفلیس، ایروان، باکو، استان کوتایک، گیومری تقسیم می‌شد که سر حدات‌شان بدون توجه به واقعیت‌های نژادی و اقتصادی و مذهبی ترسیم شده بود و این امر برخوردهایی بین اقوام محلی به وجود می‌آورد.
برخلاف انتظارات ارمنیان از دولت مسیحی ای همچون روسیه، وضع ارمنی‌ها در امپراتوری روسیه نه تنها بهتر نشد، بلکه روز به روز ارمنیان از بسیاری از حقوقشان محروم شدند. در سال ۱۹۰۳ میلادی و پس از اقدام حکومت سن پترزبورگ در مصادره اموال کلیسای ارمنستان سرانجام این اموال در نتیجه مبارزات مردمی و قیام‌هایی که در ارمنستان روسیه علیه حکومت تزاری بوقوع پیوست عودت داده شد.
با آغاز جنگ جهانی اول و ورود عثمانی به جنگ در کنار آلمان و اتریش-مجارستان در ۱۷ اکتبر ۱۹۱۴ میلادی، ارمنی‌ها در وضع بسیار نامناسب قرار گرفتند. از یک سو ارمنستان جبهه اصلی جنگ بین روسیه و عثمانی بود و از سویی ارمنیان مجبور بودند در هر دو جبهه تحت فرمان روس‌ها و عثمانی‌ها علیه جبهه مقابل بجنگند. بدون شک ارمنیان در این جنگ، تمایل بیشتری به پیروزی نیروهای متفقین داشتند آگاهی عثمانی‌ها از این امر از یک طرف و وسوسه پایان دادن به قیام‌های مردم ارمنستان غربی که خواهان استقلال بودند، از طرف دیگر باعث شد که این رهبران در خصوص خاتمه دادن به مسئله ارمنی‌ها مصمم تر شوند.
با استفاده از وضعیت جنگی و تحت عنوان تخلیه مناطق جنگی از افراد غیرنظامی، کوچ دسته جمعی و نسل‌کشی ارمنیان آغاز شد.
بالاخره در ۲۷ مه ۱۹۱۸ میلادی. ارمنیان که در نبرد سارداراباد توانسته بودند جلوی پیشروی ترک‌ها را بگیرند با صدور اعلامیه‌ای اعلام استقلال کردند. به این ترتیب پس از ۶۰۰ سال، اولین جمهوری ارمنستان ایجاد شد.

## چگونگی شکل‌گیری حزب داشناکسوتیون
با الحاق ارمنستان شرقی به روسیه تزاری دوران ظلم و تعدی دولت تزاری بر اقلیت ارمنی آغاز شد. تزاریسم سیاست استعماری و ستم ملی را دنبال می‌کرد که سنگینی آن متوجه ملت ارمنی نیز بود.
از طرفی با الحاق ارمنستان به روسیه توده‌های زحمتکش ارمنی امیدشان را به ملت بزرگ روس و مبارزه آزادیبخش آن‌ها که ضد تزاریسم در حال شکل‌گیری بود بستند. این امر باعث به وجود آمدن یک جریان فرهنگی مخالف با نظام پوسیده تزاریسم روسیه شد.
در آخر سال‌های ۱۸۳۰ میلادی همچنین در ۱۸۴۰–۱۸۵۰ میلادی و سال‌های ۱۸۷۰ میلادی شورش‌های دهقانی در مناطق مختلف ارمنستان ضد دولت تزاری صورت گرفت در سال ۱۸۸۵ میلادی وقتی که مأموران تزار اکثر مدارس ارمنی را به زور گرفتند زد و خوردهای مسلحانه بین سکنه ارمنیان و پلیس روس درگرفت.
اما در ارمنستان غربی اوضاع ارمنیان بسیار اسفبارتر بود. سیاست ظالمانه دولت عثمانی ارمنی‌های ساکن در غرب را نیز به قیام واداشت. با پرداخت نکردن مزد تعدادی از کارگران ارمنی در ناحیه الازیغ به دنبال غارت این کارگران به اعتراض می‌پردازند و در ناحیه وان کلیساهای ارمنی و اسقف نامه‌های اعتراض‌آمیزی به دولت مرکزی امپراتوری عثمانی ارسال می‌دارد ولیکن این نامه‌ها بی پاسخ می‌مانند. در ناحیه دیاربکر نیز قیام‌هایی در میان دهقانان روستایی شکل می‌گیرد. ساکنان ارمنی در فوریه ۱۸۶۲ میلادی. علیه حکومت عثمانی قیام نمودند.
در تابستان ۱۸۶۲ میلادی شورش بزرگی در ناحیه «زیتون» حادث شد. اهالی زیتون در این شورش موفق شدند که شکست بزرگی به قشون ترکان عثمانی که برای سرکوبی آن‌ها اقدام کرده بودند، وارد سازند. در نبرد سال ۱۸۶۲ میلادی زیتون انعکاس وسیعی در بین ارمنی‌ها یافت. نمایندگانی از متفکران ارمنی غرب با ایجاد رابطه با شورشیان سعی نمودند سلاح و مهمات برایشان ارسال دارند بدین منظور اعلاناتی در تفلیس، مسکو و سایر شهرها، از میان ارمنیان جمع‌آوری شد.
بدین ترتیب اهمیت و آوازه شورش کوه نشینان ارمنی از مرزهای ولایتی خارج گردید. این نبرد در اختلاف با شورش‌های دوران قبلی ماهیت عمومی پیدا کرد. این قیام برای توده‌ها و بخش‌های دیگر ارمنی به مثابه سرمشقی واقع گردید و در نهضت انقلابی داشناک در سال‌های آینده تأثیر بسزایی نهاد.
یک سال پس از شورش زیتون در سال ۱۸۶۳ میلادی، شورش‌هایی در بین روستائیان ارمنی ولایت «موش» در سال ۱۸۶۵ میلادی صورت گرفت. از این پس است که انجمن‌های مخفی در جهت پیشبرد جنبش‌های رهایی‌بخش ارمنیان شکل می‌گیرد. این امر اولین هسته شکل‌گیری حزب داشناک را تشکیل می‌دهد. به عنوان مثال در سال ۱۸۷۲ میلادی گروه مخفی (اتحادیه رستگاری) در شهر وان به وجود آمد.
چه اهالی شهر و چه ساکنان دهات اطراف، معلمان، پیشه وران و تجار، دهقانان و روحانیون در این سازمان عضویت یافتند. اتحادیه می‌کوشید به کمک روسیه ساکنان ارمنی‌های ولایت غرب را از یوغ ترک‌ها برهاند. به این ترتیب اولین خشت‌های حزب داشناک در دهه ۸۰ سده نوزدهم میلادی پایه‌گذاری شد. تقریباً قدیمی‌ترین اتحادیه منظمی که به وجود آمد، انجمن دانشجویان ارمنی مسکو بود که در سال ۱۸۸۳ میلادی با عنوان (پیام‌آور آزادی) تشکیل شد. در این زمان در مسکو در نتیجه تلاش‌های کالج ارمنی لازاریان روزنامه‌هایی به چاپ می‌رسید که همه نمایانگر افکار آزادی‌خواهی ارمنیان بود.
هم‌زمان با اتحادیه دانشجویان مسکو اتحادیه متشابه در سن پترزبورگ نیز شکل گرفت که همکاری بسیار نزدیکی با اتحادیه واقع در مسکو داشت. در تفلیس که در آن زمان قفقاز بود، حرکت‌های پنهانی شکل می‌گرفت که عمدتاً از طریق نویسندگان ارمنی همچون رافی پایه‌های زنگ زده امپراتوری روسیه را فرو می‌ریخت.
به تدریج دامنه این حرکت‌ها به آن سوی مرزها راه یافت و گروه‌هایی در نواحی مختلف تشکیل شد. در مرکز قره باغ کمیته مخفی (قدرت) فعالیت خود را در میان دانش آموزان مدارس آغاز گردید. عمده فعالیت این کمیته پخش کتاب‌های ممنوع شده و انتشار اطلاعیه‌هایی به زبان ارمنی در مخالفت با روسیه تزاری تشکیل می‌داد. اکثر اعضای این کمیته بعدها نقش عمده‌ای در تشکیل حزب داشناکسوتیون داشتند.
کمیته‌های مخفی متشابه‌ای در باکو و ایروان نیز وجود داشت. در ایروان اتحادیه معلمان تلاش فرهنگی فراوانی را آغاز کرده بود. از سوی کمیته مخفی تفلیس گروه‌هایی به ارمنستان غربی فرستاده می‌شدند تا اطلاعاتی دربارهٔ دولت عثمانی و عملکرد آن در مورد ارمنی‌های این ناحیه به دست آورند.
روزنامه‌های ارمنی زبان تفلیس که اکثر آن‌ها از طرف دولت روسیه تزاری اجازه فعالیت نداشتند، با روزنامه‌هایی که نواحی دیگر وارد می‌شد، متحد شدند و به نشر آراء و اندیشه‌هایی در جهت مخالفت با آرمان‌های روسیه تزاری پرداختند.
در تاریخ ۱۸۸۹ میلادی مصادف است با دومین مرحله شکل‌گیری حزب داشناک که مرکز آن را شهر تفلیس تشکیل می‌داد. از تفلیس به سایر نقاط خبر می‌رسید که در آن شهر کمیته‌ای که قدرت فراوانی به دست آورده است می‌باید رهبری جریان آزادی‌بخش شکل گرفته را به دست بگیرد.
به این ترتیب این کمیته قدرتمند، تمام تلاش خود را برای نزدیکی گروه‌های مختلف موجود در تفلیس به کاربرد. آن گروه قدرتمند، گروه حزب سوسیال دموکرات هنچاکیان بود. مقرر شد که گروه هنچاک با اعضای کمیته تفلیس در برخی زمینه‌ها همکاری داشته باشند. به این ترتیب قرار شد فعالیت هنچاک‌ها در اروپا شدت یافته و روزنامه هنچاک که در ژنو چاپ می‌شد به حیات خود ادمه دهد. علاوه بر این از طرف کمیته مرکزی تفلیس یک روزنامه تحت عنوان «دروشاک» (به معنی پرچم) نیز شروع به فعالیت کرد.
بنابراین با اتحاد میان گروه‌های مختلف مبارز موجود در تفلیس با این جریان قوی (کمیته مرکز تفلیس) حزب داشناک متولد شد. اعضای گروه‌ها بعد از این اتحاد و پیمان به داشناک‌ها (هم پیمانان) معروف شدند و به این صورت بود که پایه اصلی حزب داشناک در تفلیس مستقر شد.

## دلائل شکل‌گیری
- سیاست‌های امپراتوری تزاری در ارمنستان شرقی (ارمنستان روسیه)

ارمنستان پس از عهدنامه ترکمانچای و عهدنامه گلستان تحت سیطره روسیه قرار گرفت. امپراتوری روسیه در این دوره با تکیه بر عقاید تزاریسم شروع به اجباری سیاست روسی کردن اجباری ساکنان قفقاز جنوبی کرد.
روسیه تزاری خیلی زود شروع به اجرای سیاست روسی کردن اجباری ساکنان ماورای قفقاز کرد. در ۱۸۳۶ به موجب فرمانی از طرف دولت مرکزی روسیه بسیاری از مدارس ارمنی را بستند و در موسسات آموزشی باقی‌مانده هم تعلیمات به زبان ارمنی را بسیار محدود کردند. پس از آن دولت روس تزاری به شیوه‌ای بسیار جدی در امور کلیسای ارمنی به دخالت پرداخت.
در همان دوران که ملت ارمنی می‌بایست با تلاش‌های زمامداران عثمانی برای برانداختن نسلش مقابله کند در امپراتوری روسیه هم بایستی مبارزه دفاعی سختی علیه استبداد یا ضد آن دولت پلیسی که بر روسیه حکومت می‌کرد و تازه خود نظام تزاری در بند و زندان او بود انجام دهد.
از طرف دیگر فشار روزافزونی بر توده‌های ملت ارمنی وارد می‌آمد برای اینکه آنان را وادار به گرویدن به مذهب ارتدوکس بکنند.
بر همه ارمنیان روشن گردید که تنها آینده امیدبخش و امکان‌پذیر برای ملتشان سقوط رژیم تزاری و تبدیل آن هر ملتی از خودمختاری برخوردار بوده و این امکان را داشته باشد که به مقتضای نبوغ خاص خود گسترش بیابد. بدین گونه در جلسه عمومی حزب داشناکسوتیون در ۱۹۱۹ در ایروان هدف اصلی حزب چنین اعلام شده بود:
«ارمنستان واحد و مستقل» محافل انقلابی ارمنی که مظهر عمده آن‌ها حزب داشناک بود، در جریان این حوادث در کنار کلیسا قرار گرفتند و مقاومتی مسلحانه دربرابر اجحافات دولت تزاری سازمان دادند. این صحنه کم‌نظیر با شرکت مبارزان انقلابی ارمنی دیده شد.
- اقدامات امپراتوری عثمانی در ارمنستان غربی

از آن زمان که ارمنستان تحت اشغال دولت عثمانی درآمد، ملت ارمن از هویت خود محروم گردید. امپراتوری عثمانی برخی امتیازات برای اقلیت‌های ملی ساکن در سرزمین‌های خود قایل شد.
در دهه آخر سده ۱۹ وضع ارمنی‌ها در تحت سلطه ترک‌ها وخیم تر گردید. به فرمان عبدالحمید دوم سواره نظام مخصوصی به وجود آمد که هدف اصلی آن شرکت در کشتار ارمنیان بود. طی جنگ‌های متعدد با ارمنیان غرب روستاهای بسیاری ویران شد و هزاران نفر کشته شدند. اصلاحاتی که از طرف قدرت‌های بین‌المللی در نظر گرفته شده بود انجام نگرفت و وضعیت ارمنی‌های غرب مدام بدتر می‌شد، تا این که قیام‌های مسلحانه جایگزین راه حل‌های مسالمت‌آمیز شد و در این راستا بود که حزب داشناک به وجود آمد و به این قیام‌ها جهت بخشید و آنان را سازماندهی کرد.
- نتایج حاصله از جریان‌های سیاسی به وجود آمده بین سال‌های ۱۸۷۸–۱۸۹۰ میلادی

وقتی چند ماه پیش از شروع جنگ ۱۸۷۷–۱۸۷۸ میلادی. روس و عثمانی کنفرانس بین‌المللی در قسطنطنیه تشکیل شد تا مسئله بلغارستان را از راه مسالمت‌آمیز حل کند، ارمنیان نیز سعی کردند تا خواسته‌های خود را در آن کنفرانس مطرح کنند.
روسیه به بخش بزرگی از ارمنستان دست یافت این امر پیروزی بزرگی برای روسیه در این معاهده بود. لیکن بنا به اصرار ارمنیان در ماده ۱۶ قرارداد قید گردید که اصلاحات لازم در مناطق ارمنی‌نشین (شش ولایت ارمنی ترکیه) به عمل آید. اما این امر مورد قبول انگلستان قرار نگرفت؛ زیرا آن دولت می‌ترسید که روسیه این ماده را دستاویز قرار دهد و سرزمین‌های را که در ارمنستان غربی اشغال کرده است تخلیه ننماید.
وقتی کنگره برلین در ۱۳ ژوئن ۱۸۷۸ میلادی کار خود را آغاز کرد و اعضای هیئت نمایندگی ارمنی‌ها در این کنگره شرکت کردند و خواسته‌های ارمنیان را به کنگره برلین عرضه داشتند، این خواسته حاکی از تقاضای استقلال ارمنستان غربی بود نه الحاق این منطقه به ارمنستان روسیه. بلکه منحصراً متضمن اجرای اصلاحات لازم برای خاتمه دادن به وضع غیرقابل تحملی بود که ارمنیان این مناطق داشتند.
معاهده برلین در ۱۳ ژوئن ۱۸۷۸ میلادی پس از یک ماه مذاکره به امضاء رسید و در یکی از مواد این معاهده تنها اجرای اصلاحات از سوی ترکیه عثمانی و ارسال گزارش‌های مربوط در این زمینه به دیگر دولت‌های شرکت‌کننده در این مذاکرات رسماً قید شده بود.
«ملت عاری از فرهنگ سیاسی ارمنی امیدوار بود که نجات احتمالی خود را در آن ماده بیاید.»
اما نیافت و مشخص نشدن وضعیت سیاسی ارمنستان در صحنه روابط بین‌الملل لااقل از سوی خود ارمنی‌ها، باعث شد که آن‌ها به وضعیت سیاسی خود پی برند و این امر یکی از مهم‌ترین مسائلی بود که باعث شکل‌گیری فرهنگ خاص سیاسی و به تبع آن، جریانات سیاسی شد و از آن میان حزب داشناک با قدرت بیشتری قد علم کرد.

## دلایل فرهنگی
در حقیقت در سده نوزدهم، پدیده رنسانس یا احیای فرهنگی به ارمنیان آموخت تا با بازگشت به پیشینه باستانی خویش، از گذشته درخشان خود اطلاع حاصل کنند. در این بازگشت عوامل مؤثری دخیل بود که به دو عامل تقسیم می‌شود:
- دگرگونی ادبیات فرهنگی

یکی از مشخصات قرن نوزدهم برای ملت ارمنی، پیدایش نهضت عظیم ادبی است که ادبیات مدرن این ملت را به وجود آورد.
آفریننده واقعی و آغازگر ادبیات مدرن ارمنی فردی بود به نام خاچاطور آبوویان، او اولین مؤلفی بود که به سبک کلاسیک نگارش ارمنی را رها کرد و سبک نوینی آن را برای نوشته‌های خود برگزید. در واقع چند قرن بود که ارمنیان به زبان نوین ارمنی سخن می‌گفتند ولی همه نشریاتشان به زبان کهنه ادبیات کلاسیک ارمنی بود. بنابرین مسلم بود که در چنین شرایطی آثار منتشر شده تنها در دست عده‌ای محدود از اندیشمندان ارمنی قرار داشت.
از میان نام‌های دیگری که ادبیات ارمنستان را در طول قرن نوزدهم متحول و مشهور کردند، می‌توان به رمان‌نویس بزرگ رافی اشاره کرد. او نیز با زنده کردن عظمت تاریخی و گذشته ملت ارمنی در آثار خود تکانی قاطع و به نهضت ملی ارمنی داده است.
- اقدامات فرهنگی

بیداری شعور و احساس ملی ارمنی با بسط و توسعه موسسات آموزشی و با ازدیاد مراکز فرهنگی ارتباطی نزدیک دارد. طی سال‌های ۱۷۹۰ و ۱۸۰۰ میلادی در قسطنطنیه به ویژه در مهاجرنشین‌ها مدارس ارمنی بنا شدند. این مدارس با وجود عوارضی که از آن‌ها گرفته می‌شد، از همان آغاز بر مبنای روح و فکر دموکراتیک ملت ارمنی و بر اساس اصل رایگان بودن آموزش و پرورش عمل می‌کردند.
از میان این مدارس، مؤسسه آموزشی «لازارف مسکو» یکی از مشهورترین موسسات آموزشی روسیه تزاری بود که به دست یک ارمنی ثروتمند اهل ایران به نام «ژان لازاریان» تأسیس شده بود. این مؤسسه بعدها به یکی از مهم‌ترین مراکز نشر افکار داشناکسوتیون تبدیل شد.
از مشخصات این دوره یکی هم پیدایش مطبوعات ارمنی است مطبوعات ارمنی، نه تنها نقش یک عامل مؤثر اطلاع‌رسانی بلکه نقش یک وسیله واقعی تربیت را بازی می‌کردند.
نخستین روزنامه واقعی ارمنی که هر روز منتشر می‌شد، «آرشالویس» نام داشت که در سال ۱۸۴۰ میلادی در ازمیر دایر گردید.
از ۱۸۴۰ تا ۱۸۶۶ میلادی ۱۴ روزنامه ارمنی در قسطنطنیه تأسیس شد که در بین آن‌ها به ویژه باید از روزنامه «ماسیس» نام برد که بعدها تبدیل به یک مؤسسه واقعی ارمنی شد.
«آرشاگ چوبانیان» در کنار آناتول فرانس که مدافع حقوق ارمنیان بود، در پاریس نقش چشمگیری در بیداری ارمنی‌های غرب ایفا کرد.

## مرامنامه حزب

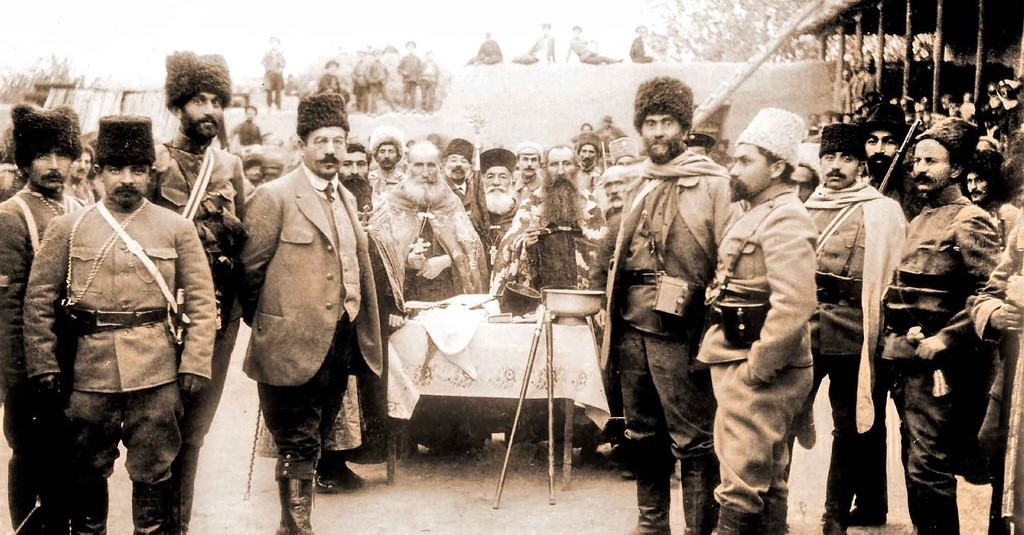
درو و نیروهایش مراسم ادای سوگند. در جنگ جهانی اول

داشناکسوتیون می‌دانست که برای تشکیل یک حکومت ملی مستقل باید یک مرکزیت ملی وجود می‌داشت که به آن حکومت می‌بخشید و در چارچوب سیاسی، اقتصادی و نظامی خاصی قرار می‌داد. داشناکسوتیون توانسته بود نیازها و امکانات ملت ارمنی را درک کند و اکنون زمان آن رسیده بود که آن را به این ملت رنج دیده منتقل کند.
بعد از اینکه حزب داشناک در سال ۱۸۹۰ میلادی اعلام موجودیت کرد با صدور مرامنامه خود هدف و انگیزه خود را مطرح کرد. خلاصه این مرامنامه عبارت بود از آنچه که در زیر ذکر شده است:
«اکنون دیگر نمی‌توان از مسئله ارمنی و پیدا کردن راهی برای پایان دادن به آن صرفنظر نمود پس در نتیجه برای این منظور می‌باید تمامی گروه‌ها و جریانات انقلابی با یکدیگر متحد و هم پیمان (داشناک) شوند.»
«بر اساس این اندیشه انقلابی است که حزب ارمنی انقلابی داشناکسوتیون تمام ملت ارمنی را دعوت می‌کند تا زیر یک پرچم واحد، وارد مبارزه شوند.»
«بنابراین برادران بیایید تا با یکدیگر برای نیل به هدف مقدس آزادی متحد شویم، و شما سالمندان با تجربه در پیمودن این راه به فرزندان ملت خود کمک کنید؛ و شما توانگران، ثروت خود را در اختیار ملتی قرار دهید که با شهامت در برابر رگبار گلوله دشمنان به مبارزه می‌ایستد؛ و تو مادر با صبر و شکیبایی منتظر بازگشت فرزندانت از جبهه جنگ باش؛ و تو روحانی ارمنی فرزندان ملت را برای پیمودن این راه دعا کن.»
«متحد شویم و با شجاعت در راه آزادی ملت ارمنی گام برداریم.»
«ملت ارمنی خواهان دستیابی به آزادی است. این مسئله کاملاً روشن و واضح است که همه آحاد ملت می‌باید آزادی و آزادی‌خواهی را سرلوحه اهداف خود قرار دهند. این آزادی، آزادی سیاسی، استقلال ملی و جایگزینی یک دولت ملی ارمنی به جای حکومت عثمانی را در ارمنستان غربی شامل می‌شود و داشناکسوتیون با تمامی حرکت‌ها و جریاناتی که در راه رسیدن به آزادی مانعی جدی باشد مخالف است.»
«آزادی بزرگ‌ترین مرام داشناکسوتیون است و این حزب برای ملت ارمنی به واسطه ملت ارمنی و از طریق ملت ارمنی می‌باید به این آزادی دست یابد.»

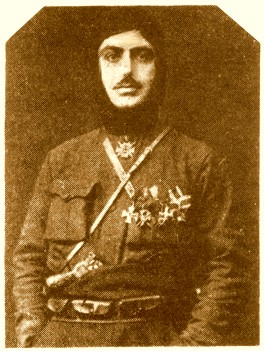
گارگین نژده

داشناکسوتیون خود را راهنمای ملت ارمنی نمی‌دانست معتقد بود دوست نزدیک و صمیمی ملت ارمنی و مبارزات آنان است و البته در راه حفظ آزادی نه تنها با دشمنان وطن بلکه با تمامی آن مخالفانی که همواره سعی در خاموش کردن فریادهای آزادیخواهان داشته‌اند به مبارزه برمی‌خیزد.
تمامی ارمنیان در هر سن و مقامی که باشند موظفند برای دستیابی به حقوق از دست رفته خود بجنگد و برای این منظور داشناکسوتیون وظیفه دارد با ایجاد و اتحاد و همبستگی میان قشرها مختلف ملت یک خانواده بزرگ ملی اما صمیمی و مبارز به وجود آورد. مهم‌ترین واقعیت برای داشناکسوتیون ملت ارمنی و ارمنستان مستقل است و البته چون دارای یک چهره انقلابی و آزادیخواهانه است می‌باید در راه حفظ استقلال ملل دیگر نیز همکاری و همیاری داشته باشد.
گارگین نژده در مورد مرام این حزب چنین می‌نویسد:
«داشناکسوتیون معتقد است خورشید در سرزمین مادری برای همه افراد ملت طلوع می‌کند بنابراین تمامی ملت ارمنی می‌باید با روحی سرشار از اعتقاد و امید به آزادی از خواب برخیزد ایجاد سرزمین ملی و حتی ایجاد سرزمینی که در آن هویت و معنویت ملت آن برای جهانیان آشکار شده باشد؛ بنابراین باید گفت داشناکسوتیون یعنی ایجاد یک ملت متحد و آزاد و همبستگی و آحاد با دیگر ملل آزادی‌خواه که در راه آزادی و استقلال مبارزه می‌کنند.»
- مرامنامه سال ۱۹۹۸ میلادی (پنجمین مرامنامه حزب)

«هدف حزب ایجاد یک ارمنستان آزاد، مستقل و متحد است. برپایه این هدف و نیز بینش‌ها و سنت‌ها، داشناکسوتیون یک حزب ملی، سوسیالیست، دموکراتیک و انقلابی است که حفظ و صیانت از منافع سیاسی، اقتصادی، اجتماعی و فرهنگی ملت ارمنستان را دنبال می‌نماید. در این راستا، داشناکسوتیون جنبش آزادیبخش ملی مردم ارمنی را بر پایه ایدئولوژی خود تبیین می‌کند. حزب از توسعه آزاد، فراگیر و هماهنگ ملت ارمنی برپایه آزادی افراد، حق تعیین سرنوشت ملی، استقلال، یکپارچگی و رفاه جامعه حمایت می‌کند و در این مسیر حل و فصل مسائل و مشکلات ارمنستان و آباد کردن تمام سرزمین ارمنستان را توسط تمامی آحاد ملت ارمنی در دستور کار خود قرار داده است.»

## اهداف و استراتژی حزب
داشناکسوتیون اقدام به تشکیل گروه‌های انقلابی کرد این گروه‌ها می‌باید با ترکیه عثمانی و با تمامی اقوام و مللی که مانعی برسر راه این هدف بودند به مبارزه بپردازند.
گروه‌های انقلابی وظایف زیر را برعهده داشتند:
- تبلیغات سیاسی وسیع دربارهٔ اهداف داشناکسوتیون
- ایجاد گروه‌های رزمی
- دادن روحیه انقلابی به مردم
- مسلح کردن مردم
- ایجاد کمیته‌های انقلابی
- مبارزه با تمامی افراد که از دیدگاه حزب جزو خائنین ملت ارمنی بودند. (به صورت ترور فیزیکی)
- حمایت از مردم در برابر حملات آتی که این ملت را تهدید می‌کرد
- یافتن راه‌های جدیدی برای نقل و انتقال آسان‌تر سلاح و مهمات

به این ترتیب حزب مهم‌ترین هدف خود و چگونگی دستیابی به آن را مشخص می‌کند و در سال ۱۸۹۰ میلادی با انتشار دو اعلامیه مهم این خواست و مقصود خود را به اطلاع عموم می‌رساند. داشناکسوتیون قصد داشت تا تمامی قشرها و طبقات و گروهای مختلف را که در جامعه ارمنی ان زمان وجود داشت، متحد کند.

## اعضای رهبری سه‌گانه

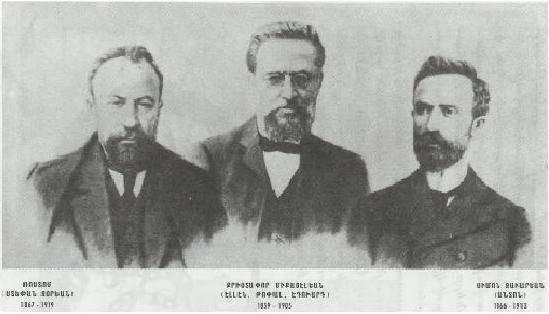
از چپ به راست:استپان زوریان، کریستاپور میکائلیان، سیمون زاواریان

کریستاپور میکائلیان در دهه ۸۰ سده ۱۹ میلادی مبارزات خود را در تفلیس با تدریس علم و دانش و همراه با اشاعه افکار آزادی‌خواهی در میان طبقه کارگر ارمنی شروع کرد. او پس از اتمام دانشکده تربیت معلم تفلیس فعالیت خود را شدت بیشتری بخشید.
سیمون زاواریان در یک خانواده روستایی پرورش یافت. در سن هشت سالگی برای تحصیل علم به تفلیس رفت و تحصیلات دانشگاهی خود را در کالج کشاورزی مسکو به پایان رساند. سپس به تفلیس برگشت تا به جمع دوستان انقلابی خود بپیوندد و به گروهی که میکائیلیان نیز از اعضای آن بود ملحق شود. او در بنیان حزب داشناک جزو چهره‌های برتر بود.
استپان زوریان (ملقب به رُستوم) او روستازاده‌ای بود که پدرش او را برای ادامه تحصیل به تفلیس برد. او برخلاف دو چهره قبلی، فعالیت مبارزات خود را از پشت نیمکت‌های دبیرستان آغاز کرد. وی پس از مدتی در دانشکده کشاورزی ورشو مشغول تحصیل شد، ولی تحصیل را رها کرد و به تفلیس رفت تا وارد جریانات مبارزاتی شکل گرفته در آنجا شود.
او در سال ۱۸۸۲م موفق شد به دانشگاه کشاورزی مسکو وارد شود، دیگر چهره برتر حزب یعنی سیمون زاواریان نیز در آنجا مشغول تحصیل بود. از این پس رابطه‌ای نزدیک میان زاواریان و رُستوم به وجود آمد. وقتی که او به تفلیس بازگشت، دیگر حزب داشناک اعلام موجودیت کرده بود و او وارد حزب شد و با تلاش فراوان توانست خیلی زود وارد هیئت مرکزی حزب شود.
رُستوم کسی بود که پیشنهاد شرکت در جنبش مشروطه ایران را داد و نمایندگی حزب را در تهران و تبریز به عهده گرفت. او از شخصیت‌های بارز حزب داشناک در نهضت مشروطه ایران بود. در کنار او هونان داویدیان قرار داشت که در اشاعه افکار حزب داشناک در ایران سهم بسزا داشت.

## تشکیلات سیاسی
اعضای حزب داشناک در آن زمان عبارت بودند از:

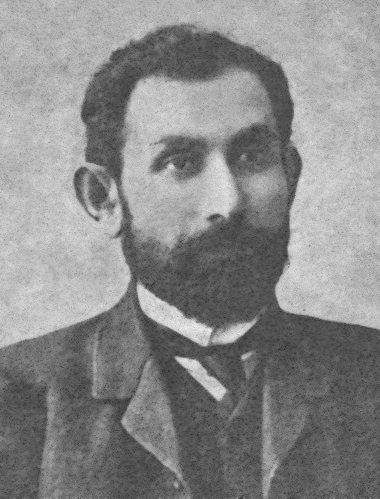
نیکول دومان

صنعتگران، روحانیون، تجار، آموزگاران و دانشجویان کالج ارمنی «گئورگیان» و مدارس ارمنی قفقاز و روسیه، صاحب منصبان دولتی پزشکان و دیگر قشرها ملت ارمنی. بعد از اعلام موجودیت در سال ۱۸۹۰ میلادی فعالیت‌های حزب نیز در یک سازمان مشخص آغاز شد و با تشکیل اولین شورای عالی حزب، در پائیز ۱۸۹۲م بود که داشناکسیون به فعالیت سیاسی خود جهت بخشید.
در کنار رهبران سه‌گانه اصلی حزب داشناک اعضای دیگر نیز حضور داشتند؛ که هر کدام رهبری منطقه‌ای از فعالیت‌های حزب را عهده‌دار بودند. اولین شورای عالی در شهر تفلیس تشکیل شد که مرکز فعالیت‌های داشناک‌ها بود. اخبار تصمیمات حاصل از این شورا را اعضاء به محله‌های مختلف شهر انتقال می‌دادند. در این شورا بود که چگونگی فعالیت حزب، به ویژه بخش‌های فعالیت‌های سیاسی و نظامی مورد بحث و بررسی قرار گرفت.
داشناک فعالیت‌های خود را به ماورای قفقاز نیز گسترش داد؛ بنابراین مرز جغرافیایی مشخصی در نظر گرفته نشد، اعضای حزب موظف بودند در هر جا که جمعیتی از ارمنیان وجود دارند، به نشر آرا و افکار داشناکسوتیون بپردازند. برای جهت دادن به این منظور حزب خود اقدام به ایجاد دو سازمان مرکزی در شرق و غرب کرد که سازمان مرکزی حزب در شرق مسائل قفقاز، ایران و ارمنستان غربی را دنبال می‌کرد و کمیته مرکزی حزب در غرب بر فعالیت‌های اعضاء در کشورهای اروپایی و آمریکا نظارت می‌کرد.
این دو سازمان به‌طور مستقل عمل می‌کردند و با یکدیگر متحد می‌شدند و در حالت عادی هم هیچگاه ارتباط خود را با یکدیگر قطع نمی‌کردند.
بخشی از تشکیلات حزب اروپا منتقل شد و در شهرهای پاریس، ژنو، لوزان و برخی دیگر از مراکز حساس اروپا قرار گرفت برخی از اعضای حزب نیز به نواحی ترکیه (ترابوزان، استانبول، وان) و ایران (تبریز، سلماس) فرستاده شدند. اعضای حزب در تبریز «هونان داویدیان» و «نیکول دومان» بودند. رُستوم نیز در ابتدای امر رهبری فعالیت‌های حزب در اروپا را داشت. (میکائیلیان و زاواریان) در تفلیس و داخل مرزهای قفقاز هدایت حزب را برعهده گرفته بودند.
از این طریق حزب می‌توانست اشراف بیشتری بر روند فعالیت اعضای خود داشته باشد و نبض حوادث آینده را نیز در دست گیرد. تا سال‌های ۱۸۹۵–۱۸۹۶ میلادی تقریباً تمام نواحی حساس قفقاز و ارمنستان غربی زیر پوشش فعالیت حزب داشناک قرار گرفت و حزب فعالیت‌های سیاسی خود را به ویژه در اروپا تحکیم بخشید.

## تشکیلات نظامی
قبل از این که داشناک‌ها در سال ۱۸۹۰ میلادی اعلام موجودیت کنند، تشکیلات نظامی آن‌ها شکل گرفته بود، منتهی شکل منظم و سازمان یافته نداشت. اولین برخورد نظامی در تاریخ این حزب مربوط می‌شوند به گروه «گوگونیان» و مبارزات آن‌ها که در ارمنستان غربی به وقوع پیوست.

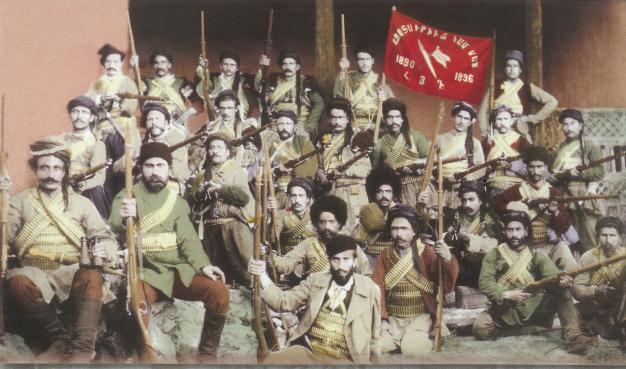
سربازان فدایی ارمنی

در سال ۱۸۸۹ میلادی تعدادی از اعضای حزب که دو عضو بارز آن یعنی یپرم خان و کِری بعدها در نهضت مشروطیت نقش بسزایی پیدا کردند و رهبر این گروه که فردی بود به نام، «سرکیس گوگونیان» که جزو اعضای فعال به حساب می‌آمد و به ویژه در مبارزات نظامی و شوراهایی که علیه دولت عثمانی در میان دهقانان شکل گرفته بود، شرکت داشت با جمع‌آوری نیرویی به طرف ارمنستان غربی حرکت کردند.
تسلیحات نظامی حزب به‌طور عمده از طریق ارمنی‌های ثروتمند روسیه خریداری می‌شد در اختیار حزب قرار می‌گرفت.
بر این اساس، حزب در کنار فعالیت‌های سیاسی خود، فعالیت‌های نظامی را نیز سازمان بخشید. هم‌زمان با اعزام نیروهایی برای تبلیغات سیاسی به نواحی مختلف افرادی نیز به منظور پایه‌ریزی امکانات نظامی به نواحی حساس و مورد توجه از دیدگاه داشناک‌ها فرستاده شدند. یکی از نواحی ایران بود که عاملی برای تحت فشار قرار دادن عثمانی به حساب می‌آمد. اولین کارخانه اسلحه‌سازی و انبار تسلیحات حزب در ایران در دو ناحیه سلماس و تبریز قرار گرفت.
رهبری این تشکیلات برای مدت زمانی طولانی در دست یکی از افراد حزب به نام «گالوست آلویان» که اهل ایروان بود قرار داشت. عده‌ای از اعضای حزب که زمانی در ارمنستان شرقی و در ارتش روسیه خدمت می‌کردند وظیفه آموزش نظامی افراد را برعهده داشتند.
رزمندگان داشناکسوتیون، فدایی خوانده می‌شوند و لباس‌های نظامی مخصوص به خود داشتند. تأمین آن‌ها با اعضایی از حزب بود که مشاغل آزاد داشتند. هر گروه فدایی را یک رهبر نظامی اداره می‌کرد که فرماندهی گروه را بر عهده داشت. از سویی حزب این فداییان دلیرانی محسوب می‌شدند که حاضرند جان خود را در راه آرمان‌های وطنشان از دست دهند.

## اندیشه سیاسی
اندیشه سیاسی داشناکسوتیون برمبنای خاصی استوار بود. این مبانی به نسبت اهمیت، تأثیر خود را بر عملکردهای این حزب طی موضع‌گیری‌های مختلف می‌نهادند و متقابلاً از عملکردها در طول زمان تأثیر می‌پذیرفتند و به کمال نزدیک تر می‌شدند.
رئوس این مبانی را می‌توان چنین شمرد:
- ملی‌گرایی
- شهادت طلبی
- همکاری با دیگر ملل آزادی‌خواه و عدم تمرکز قدرت
- مسئله ارمنی
- ارمنستان آزاد و مستقل
- توجه به ارمنیان فراسوی مرزهای ارمنستان
- مقاومت طولانی مدت

## همکاری با ترکان جوان
در پاریس احمد رضابیگ و شاهزاده صباح الدین رهبر حزب توانستند اعتماد میهن پرستان ارمنی را نیز به خود جلب کنند و کمیته‌ای به نام حزب اتحاد و ترقی که مرکز آن در سالونیک بود ایجاد گردید. ترکان جوان برای سرنگونی حکومت عبدالحمید دوم با ارمنی‌ها و یونانی و آشوری‌ها ارتباط برقرار کردند.
رابطه بین اعضای داشناک با ترکان جوان بین سال‌های ۱۸۹۵ و ۹۶ میلادی شکل گرفته بود. ابتدا تنی چند از اعضای ترکان جوان، چند بار به محل فعالیت‌های حزب در مرکز انتشار روزنامه دروشاک در ژنو مراجعه کردند و با اعضای حزب در آن جا در مورد حوادث اتفاق افتاده در شش ولایت ارمنی صحبت کردند و هر بار دربارهٔ حرکت‌های آزادی‌خواهی خود در عثمانی سخن می‌گفتند، نیل به این مقصود را مطرح و از داشناک درخواست همکاری می‌کردند. در عوض قول می‌دادند تا خواست داشناک‌ها را در مورد وضع ارمنی‌های ساکن در ارمنستان غربی مورد توجه قرار دهند. سرانجام در ماه اوت ۱۸۹۶ میلادی احمد رضابیگ که در پاریس فعالیت مستمر داشت نیز با داشناک‌ها به‌طور مستقیم تماس گرفت. او به داشناک‌ها پیشنهاد کرد که آن‌ها می‌توانند با همکاری ترکان جوان و ارائه کمک‌های نظامی و فعالیت‌های سیاسی گسترده هم به مسئله ارمنی‌ها رسیدگی کنند و درخواست خود را در سطح اروپا مطرح سازند و هم به سرکوبی ارتش عبدالحمید که به کشتار ارمنی‌ها می‌پردازد پایان دهند.
جلسه‌ای در فوریه ۱۹۰۲ میلادی در پاریس با حضور صباح الدین و تعداد زیادی از آزادیخواهان عثمانی با آوتیس آهارونیان انجام شد.نتیجه این جلسه برای اعضای ارمنی رضایت بخش نبود زیرا هیچ‌کدام از اعضای ترکان جوان حاضر نشدند که مسئله ارمنی‌ها را به عنوان امری جداگانه از اهداف در نظر گرفته به رسمیت بشناسند ولی قول به رسمیت شناختن شش ولایت ارمنی را به عنوان همکاری خود در راه این مبارزه دادند. در ژوئیه سال ۱۹۰۶ میلادی ترکان جوان با رهبران هتچاک در پاریس تماس گرفتند و این بار هم به توافق نرسیدند لذا هنچاک‌ها از همکاری با ترکان جوان صرفنظر کردند.
داشناک‌ها در کنگره چهارم در سال ۱۹۰۷ میلادی در وین اعلام کردند از آنجا که یکی از مهم‌ترین اهداف حزب کمک و همکاری با تمام نهضت‌های آزادی‌خواهی است و در قبال همه ملت‌ها به صورت یکسان و برابر عمل می‌کند و با این همکاری تا حد زیادی از اوضاع اسفبار ساکنان شش ولایت ارمنی حل خواهد شد لذا حزب تصمیم گرفت که با ترکان جوان در برخی زمینه‌ها (همکاری برای خلع سلطنت عبدالحمید، استقرار حکومت جدید، قطع رشوه و گسترش اندیشه‌های انقلابی در میان مردم با انتشار کتاب) به همکاری بپردازد. در این کنگره داشناک‌ها موفق شدند دو رهبر ترکان جوان احمدرضا و صباح الدین را با هم آشتی دهند؛ ولی در سال ۱۹۰۸ میلادی ترکان جوان با همکاری همه اقلیت‌های ملی ترکیه به منظور خود رسیده بودند، ماهیت خود را در زمان انتخابات آشکار ساختند و حق انتخابات را به نفع مسلمانان تحریف کردند.
ولی داشناک‌ها به علت مسائلی که در ارمنستان غربی وجود داشت، به همکاری خود ادامه دادند و بعد از سقوط ترکان جوان در سال ۱۹۰۹ میلادی رهبران آن‌ها را پناه دادند. چنان‌که در ارزروم داشناک‌ها رهبران ترکان جوان را به کنسول گری‌ها و اغلب به منازل خود می‌بردند و زمانی که تعدادی از آنان را دستگیر می‌کردند؛ داشناک‌ها از آن‌ها در برابر حملات حفظت می‌نمودند. سرانجام در ۲۷ آوریل ۱۹۰۹ میلادی ترکان جوان به فرماندهی اسماعیل انور توانست حکومت عبدالحمید را سرنگون سازد.
از سال ۱۹۱۱ میلادی با شعار پان تورانیسم سیاست ترکان جوان دگرگون شد. در تصویب‌نامه کمیته مرکزی حزب اتحاد و ترقی در این سال عنوان شده بود که دیگر ملت‌های ساکن در امپراتوری عثمانی حق تأسیس سازمان‌های ملی را ندارند و علاوه بر این کمیته حزب مذکور مدعی رواج زبان ترکی در سراسر امپراتوری شده بود و آن را شرط لازم برای تثبیت حاکمیت ترکان و استحاله دیگر ملت‌ها می‌دانست. از گزارش تسلیم شده به کنگره ترکان جوان در ماه اکتبر آن سال، اقلیت‌های ملی ترکیه می‌بایست عثمانی شوند. ایجاد سازمان و تشکیلات برای ملیت‌های دیگر ممنوع شد و اقلیت ملی حائز اهمیت بسیار کمی بود. به همین علت حزب داشناک ترکان جوان را متهم به خیانت در اصول مشروطه نمود و روابط خود را با آنان قطع کرد.

## چگونگی ورود این حزب به ایران
در دوره جنگ‌های روسیه و عثمانی، وضعیت ارمنی‌های ساکن در آذربایجان به شدت رقت بار شد. عثمانی‌ها هنگام عبور از روستاهای ارمنی‌نشین به قتل و غارت می‌پرداختند. از سوی دیگر کُردها که برای کمک به قشون عثمانی به سوی مرز ایران و ترکیه حرکت کرده بودند، روستائیان ارمنی را غارت می‌کردند.
از سویی آذربایجان ایران راهی بود برای دستیابی به استان واسپوراکان که یکی از حساسترین نواحی بود که در دست عثمانی قرار داشت و امید داشناکسوتیون بر این بیشتر متمرکز بود که از طریق این استان تمام خاک ارمنستان غربی را رهایی بخشند و جریان‌های مشروطه خواهی شکل گرفته در ایران، که با حکومت‌های استبدادی قبل مخالفت می‌کرد و درصدد ایجاد اصول مشروطیت در این سرزمین بود عاملی مؤثر برای همکاری با این حزب برای رسیدن به نیات آزادی‌خواهی آن به حساب می‌آمد.
داشناک‌ها در جستجوی پایگاهی مطمئن در ایران بودند تا پیکارگران دو ملت ایرانی و ارمنی در کنار هم و در برابر سوداگران بیگانه قرار بگیرند. بر این اساس از دهه ۸۰ سده نوزدهم شکل‌گیری گروه‌هایی در ایران، به ویژه در ناحیه سلماس آغاز شد. گروه‌هایی که هدف آن‌ها مبارزه با مقاصد ترکیه عثمانی در ارمنستان غربی بود. این امر نخستین هسته شکل‌گیری حزب داشناک در ایران است، زیرا پس از ورود این حزب به داخل کشور، این گروه‌ها جذب آرا و اندیشه‌های داشناکسوتیون شدند.
بعدها فعالیت داشناک‌ها گسترش یافت و شهرهای تبریز و خوی را نیز فرا گرفت. تبریز مرکز نگهداری تجهیزات نظامی این حزب شد. بخش نظامی حزب در تبریز مستقر گردید و آموزش نظامی نیز محدود به این شهر شد. در گسترش عقاید حزب در داخل ایران دو نفر یعنی رُستوم و هونان داودیان سهم بسزایی داشتند.

## توافقات مقدماتی حزب با آزادی‌خواهان ایران

یپرم خان ارمنی و جعفر قلی سردار اسعد بختیاری در لباس رزم به اتفاق گروهی از مجاهدین مسلح ارمنی و بختیاری.

کنگره داشناکسوتیون پس از تصویب درخواست همکاری با جنبش مشروطه ایران، به استپان زوریان معروف به رُستوم که خود یکی از پایه‌گذاران حزب بود، مأموریت داد تا برای مذاکرات رسمی به ایران بیاید. در اواخر ماه دسامبر ۱۹۰۷ میلادی رُستوم به تهران رسید. قصد او بررسی اوضاع و احوال تهران بود و یافتن افراد یا گروه‌هایی که حاضر به همکاری با حزب داشناکسوتیون باشند. در این سفر یکی از اعضای دیگر به نام «هوسپ میرزایان» او را همراهی می‌کرد که کاملاً با موقعیت ایران به ویژه تهران آشنا بود.
رُستوم با عده‌ای از آزادی خواهان ایران وارد مذاکره شد. از سوی ایرانیان افرادی همچون حسن وثوق، یوسف مستشارالدوله، محمدحسین امین‌الضرب، «حاج معین التجار» (از ثروتمندان بزرگ) امور مالی مشروطه خواهان را اداره می‌کرد؛ و میرزا ابراهیم تبریزی و سید حسن تقی‌زاده در این مذاکرات شرکت داشتند. به این هسته مرکزی دو تن از مجتهدان طراز اول تهران، یعنی آقایان سید عبدالله بهبهانی و سید محمد طباطبائی همکاری داشتند.
در هر مذاکره‌ای که صورت می‌گرفت، سه تن ارمنی مقیم ایران نیز شرکت داشتند. این افراد عبارت بودند از «استپانیان»، «آلکسان تومانیان»، نماینده تجارتخانه تومانیان بود و «آلک جلالیان» که همگی از افراد مطلع و آشنا با روحیه ایرانیان بودند.
اولین جلسه مذاکرات در ۳۰ دسامبر ۱۹۰۷ میلادی به وقوع پیوست. جلسات بعدی در ۳۱ دسامبر و روزهای دوم، سوم، چهارم ژانویه سال ۱۹۰۸ میلادی. تشکیل شد.
موضوعات مذاکرات از قبیل:
- تا چه اندازه رشد و تکامل نهضت مشروطه در برابر اقدامات آتی شاه تأمین شده است؟
- چه اقداماتی ضد توافقات انگلیس و روسیه به عمل آمده است، تا استقلال تمامیت ارضی ایران حفظ شود؟
- آیا امید است که کمیسیون مرزی بتواند باعث شود که نیروهای عثمانی خاک ایران را ترک کنند؟
- نیروهای ایرانی با چه قوایی می‌تواند ترکان را وادار به تخلیه ایران کنند؟
- کمک حزب در چه زمینه‌هایی باید صورت گیرد؟
- ایرانی‌ها چگونه و با چه تسهیلاتی به اعضای مبارز حزب کمک خواهند کرد؟

گروه مذاکره‌کننده ایرانی در برابر این سئوالات پاسخ‌های مناسب داد.
سرانجام مذاکرات شش روزه بین حزب داشناک و گروه مذاکره‌کننده ایرانی پایان پذیرفت. رُستوم نماینده اصلی حزب در این مذاکرات، رونوشت صورت جلسات را به سازمان مرکزی حزب ارسال شد. همراه این رونوشت نامه نمایندگان گروه ایرانی که در مذاکرات شرکت کرده بودند نیز وجود داشت.
رُستوم قرارداد تاریخی همکاری انقلابیون ایرانی و ارمنی را امضاء کرد که به موجب آن، تهیه و ارسال اسلحه‌سازی در محل، تشکیل و اعزام گروه‌های رزمی، در کشورهای اروپایی به سود نهضت مشروطه و علیه نفوذ روس و انگلیس، جلب همکاری و همرزمی انقلابیون بلغار، مقدونی، گرجی، قفقاز با مبارزان ارمنی از جمله وظایف داشناکسوتیون بود.

## تشکیلات حزب داشناکسوتیون در آذربایجان
اعضای حزب در آذربایجان در سه ناحیه تبریز، خوی و سلماس فعالیت بیشتری داشتند. بیشتر آن‌ها درجه تحصیلی بالا و اغلب آموزگار یا مدیر مدارس ارمنی در آذربایجان بودند، این افراد تلاش بسیاری برای پیشبرد نهضت ارمنیان در آذربایجان و ایران کردند. بیشتر اعضای نظامی داشناک‌ها از ناحیه قارص به ایران می‌رساندند. نیروهایی از باکو که بعد از تفلیس مهم‌ترین مرکز نظامی داشناک‌ها بود نیز وارد آذربایجان شدند. یکی از چهره‌های بارز حزب در آذربایجان نیکول دومان بود که در سال ۱۸۹۱ میلادی در تبریز و سلماس فعالیت‌های بسیاری کرد. در تبریز یک کارگاه اسلحه‌سازی ایجاد شد که سلاح مورد نیاز را در داخل کشور تهیه می‌کرد. مواد مورد نیاز از این کارگاه‌های واقع در قفقاز و به ویژه تفلیس به تبریز آورده می‌شد.
پزشک «کریستاپور اوهانیان» که از فارغ‌التحصیل دانشگاه پزشکی ژنو بود از اعضای حزب بود و کار مداوای زخمیان را به عهده داشت.
در تبریز خانه حزب در محله لیل آباد (لیلاوا) واقع شده بود و این خانه مرکز فعالیت فداییان و رزمندگان حزب و در عین حال محل کارگاه اسلحه‌سازی حزب نیز بود که به دست فردی به نام «گالوست آلویان» اداره می‌شد. از زنان عضو می‌توان دوشیزه «ساتنیک ماتینیان» را نام برد.
«هوسپ آرغوتیان» به عنوان سفیر کبیر ارمنستان در ایران بود وی نیز از اعضای فعال حزب بود. سلاح‌هایی که به ایران می‌رسید، از نواحی دور دست روسیه خریداری می‌گردید و از طریق قفقاز به ایران وارد می‌شد عمده این تسلیحات به صورت قطعات سلاح‌های سبک بود و در کارگاه اسلحه‌سازی تبریز جمع‌آوری می‌شد و سپس به سلماس انتقال می‌یافت.

## جنگ ارمنستان–ترکیه
جنگ ارمنستان–ترکیه اشاره به جنگی است که از ۲۴ سپتامبر تا ۲۳ دسامبر ۱۹۲۰ میلادی بین اولین جمهوری ارمنستان و دولت موقت جنبش ملی ترکیه بوده است.

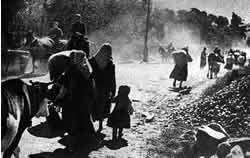
غیر نظامیان ارمنی در حال ترک شهر قارص

ارتش ترکیه قفقاز که به ارزروم پس نشسته بود از آغاز سال ۱۹۱۹ به ابتکار فرمانده خود ژنرال کاظم قره‌بکر تبدیل به کانونی برای پرورش فکر انتقام جویی می‌شد. چیزی نگذشت که مصطفی کمال آتاترک نیز، که پس از آن رهبر نهضت ملی (ناسیونالیست) شد، به او پیوست. این نهضت زمینه‌های به‌طور کامل آماده‌ای در میان اعضای سابق حزب (اتحاد و ترقی) پیدا کرد.
در کنگره‌های حزبی ارزروم (ژوئیه ۱۹۱۹) و سپس سیواس (سپتامبر همان سال) نهضت کمالی مرام ملی‌گرایی افراطی و نژادپرستی خود را که ترکیه جدید به ارث برده بود پیاده کرد. طرفداران نهضت کمالی در آنکارا نخستین دولت دیکتاتوری ناشی از جنگ را در مخالفت با دولت ترکیه مستقر در قسطنطنیه تشکیل دادند.
آنگاه که زمامداران دولت قسطنطنیه (داماد فرید پاشا و سپس مارشال عزت پاشا) آمادگی خود را برای قبول واگذاری مناطق باسن (روستای ارمنستان) و وان به دولت اولین جمهوری ارمنستان اعلام کرده بودند، ولی دولت ناسیونالیستی آنکارا نه تنها از قبول هر گونه واگذاری ارضی استنکاف ورزیدند بلکه مدعی اشغال مجدد قارص و اردهان نیز شدند.
دولت آنکارا در آغاز مبارزه برای قطع نسل ارمنیان در ترکیه و برای ضمیمه کردن جمهوری‌های قفقاز جنوبی به خاک خود اندک تردیدی به خود راه نداد. معمولاً دیپلماسی همه دولت‌ها همواره هدف مهمش این بوده است که همسایگانش دولتهایی باشند از خودش کوچکتر و ضعیف تر، لیکن دیپلماسی تُرک و ارتش ترکیه انگار با این مبارزه خودشان داده‌اند که داشتن همسایه نیرومندی چون روسیه را بر همسایگانی چون سه جمهوری ماورای قفقاز ترجیح می‌داده‌اند.

## اولین جمهوری ارمنستان (۱۹۲۰–۱۹۱۸)

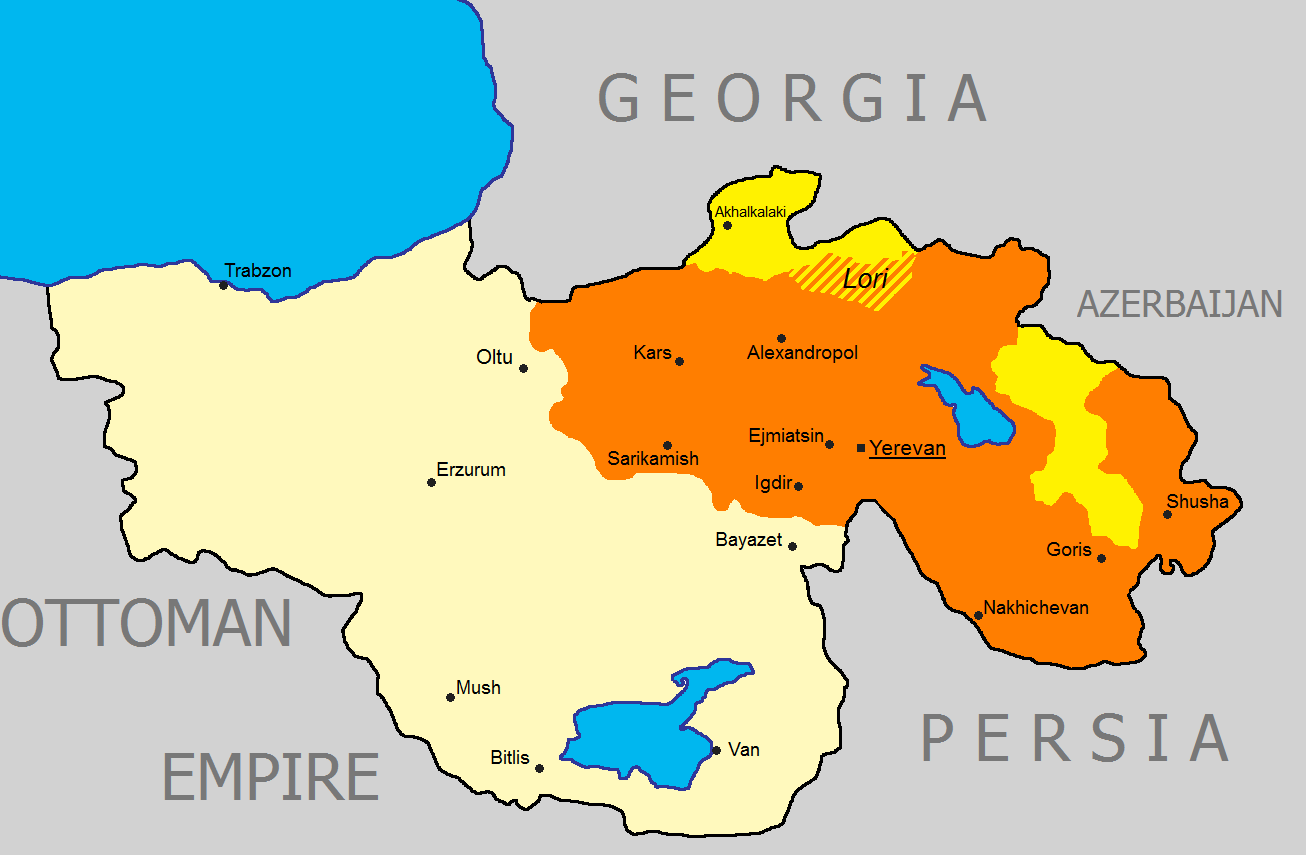
موقعیت جغرافیائی اولین جمهوری ارمنستان (رنگ نارنجی)

اولین جمهوری ارمنستان(به لاتینFirst Republic of Armenia به ارمنی Հայաստանի Հանրապետութիւն) در ۲۸ مه ۱۹۱۸اولین مجلس جمهوری مستقل ارمنستان اعلام شد و در اول اوت همان سال گشایش یافت. دولتی تشکیل گردید که در دست حزب داشناکسوتیون قرار داشت. هوهانس کاچازنونی به عنوان نخست‌وزیر، آلکساندر خاتیسیان به عنوان وزیر امور خارجه و آرام مانوکیان به عنوان وزیر کشور تعیین شدند، و ترکیب دولت بعداً دچار تغییراتی گردید.
جمهوری ارمنستان به مساحت یازده هزار کیلومتر مربع، که جمعیت آن در ۱۹۱۴ سیصد هزار نفر بود، ولی در ۱۹۱۸ به دلیل حضور صدها هزار پناهنده از یک میلیون متجاوز بود دولت ارمنستان ناگزیر بود با مشکلات بزرگی دست و پنجه نرم کند.
در اثر مبارزات ارمنیان آنان موفق شدند پس از نبرد سارداراباد و نبرد قره کلیسا بسال ۱۹۱۸ میلادی نخستین دولت ارمنی که از دوران دودمان باگراتونی بر فلات مرتفع ارمنستان وجود پیدا می‌کرد در ایروان تشکیل یافت.
قحطی و تیفوس قربانیان زیادی گرفت تا وقتی که نخستین محمولات گندم از آمریکا رسید و از بهار سال ۱۹۱۹ زندگی کشور کوچکی را که جمعیتش بیش از حد بود تأمین کرد.
دولت با کمال جدیت شروع به کار کرد و به آرامش بخشی و سازماندهی و نوسازی کشور پرداخت. اداراتی دایر گردید، ارتش تجدید سازمان یافت، دانشگاهی افتتاح شد و نخستین پایه‌های گسترش اقتصادی ریخته شد.

## از ۱۹۹۰ میلادی تاکنون
دفتر سیاسی داشناکسوتیون در ۸ اوت ۱۹۹۰ میلادی، طی اعلامیه‌ای حضور خود را در ارمنستان اعلام نمود. در دسامبر ۱۹۹۰ میلادی نیز داشناکسوتیون طی پلاتفرمی که برای صدمین سالگرد تأسیس خود انتشار داد، اصول اهداف و برنامه‌های حزب را تشریح نمود. در بخش اقتصادی پلاتفرم، بر روابط اقتصادی ارمنستان با ایران و گرجستان و همچنین بر مالکیت محدود شخصی تأکید شد. در بخش پایانی پلاتفرم نیز به مسئله ارمنستان عثمانی و دستیابی به شش ولایت ارمنی توجه خاصی شده است.
شروع فعالیت داشناکسوتیون می‌توان به دو بعد نظامی و سیاسی تقسیم نمود. حزب توانست در آرتساخ، شعبه‌ای تأسیس کند و با اعزام نیروهای داوطلب به منطقه در جنگ با جمهوری آذربایجان شرکت نماید و علاوه بر آن با ارسال تسلیحات، غذا و دارو به پشتیبانی از نیروهای ارمنی حاضر در منطقه بپردازد. شامل باسایف فرمانده نیروهای شبه نظامی چچنی در جنگ قره باغ در رابطه با نقش و تأثیر داشناکسوتیون معتقد بود که نیروهای داوطلب تحت فرماندهی وی تنها یک بار در صحنه قره باغ شکست خوردند و آن زمانی بود که با نیروهای داوطلب داشناک جنگیدند. در بعد سیاسی نیز داشناک در سال ۱۹۹۰ میلادی توانست در انتخابات پارلمانی ارمنستان بیش از ۱۲ کرسی را از آن خود کند و اقدام به انتشار روزنامه «یرگیر» و ماهنامه «آزادامارد» به عنوان ارگان‌های داشناک در داخل ارمنستان نماید.

### ممنوعیت فعالیت حزب
دامنه تنش‌ها میان داشناکسوتیون و کنگره ملی ارمنی که حزب حاکم بر دولت محسوب می‌شد، منجر به این شد که لوون تر-پتروسیان رئیس‌جمهور ارمنستان در ۲۹ ژوئن ۱۹۹۲ میلادی در یک مصاحبه تلویزیونی و طی سخنانی که از تلویزیون پخش شد، «هرایر ماروخیان»، مسئول دفتر سیاسی داشناک را از ارمنستان اخراج نماید. اختلافات داشناکسوتیون و جنبش ملی ارمنیان در سال ۱۹۹۴ میلادی بر سر دو موضوع صلح ارمنستان و جمهوری آذربایجان و اعلام آتش‌بس در جنگ قره باغ و همچنین پیش‌نویس قانون اساسی ارمنستان به اوج خود رسید.

### لغو ممنوعیت
ممنوعیت داشناسوتیون بیش از چهار سال ادامه یافت و تنها پس از بحران سیاسی ۱۹۹۸ میلادی که استعفای ترپطروسیان، اعلام حالت فوق‌العاده و برگزاری انتخابات سومین دوره ریاست جمهوری را در پی داشت، ممنوعیت فعالیت حزب داشناکسوتیون از سوی رئیس‌جمهور جدید یعنی روبرت کوچاریان (رهبر جنبش آرتساخ)، لغو شد و حزب توانست بار دیگر فعالیت خود را در صحنه سیاسی ارمنستان از سر بگیرد.
در نخستین گام مهم پس از رفع ممنوعیت، داشناکسوتیون در انتخابات پارلمانی ۳۰ می ۱۹۹۹ میلادی شرکت نمود، اما تنها با کسب ۷/۸ درصد کل آرا توانست ۸ کرسی پارلمان ارمنستان را از آن خود کند. داشناک در جریان انتخابات ریاست جمهوری ۵ مارس ۲۰۰۳ میلادی کاندیدایی را معرفی نکرد، اما رسماً از کاندیداتوری مجدد روبرت کوچاریان حمایت کرد. در انتخابات پارلمانی ۲۵ می ۲۰۰۳ میلادی داشناک‌ها با معرفی ۱۰۱ کاندیدا حضوری بسیار پررنگ داشت و توانست با ۱۱/۴ درصد آرا، ۱۱ کرسی پارلمان را از آن خود کند. در همان سال داشناکسوتیون به عضویت کامل سوسیالیست بین‌الملل درآمد و بدین ترتیب به تنها عضو رسمی سازمان بین‌الملل سوسیالیست از میان احزاب کشورهای تازه استقلال یافته شد.

### مواضع و دیدگاه‌های حزب
| موضوعات مهم سیاست خارجی ارمنستان  | مواضع و دیدگاه‌های فدراسیون انقلابی ارمنی |
| --------------------------------- | --- |
| مسئله آرتساخ                      | پس از سال ۱۹۸۸ میلادی، آرتساخ یک انگیزه غیرقابل پیش‌بینی را نه تنها در این منطقه بلکه در میان تمامی ارمنیان جهان به وجود آورده است. در حقیقت آن را به یک جنبش ملی لیبرال تبدیل نمود. حزب در این روند شرکت نموده و در آینده نیز با تمام قوا در این جنبش حضور خواهد داشت. حق تعیین سرنوشت به عنوان بخشی از منشور سازمان ملل متحد منطقاً و قانوناً باید در مورد ملت ارمنی این منطقه به اجرا گذاشته شود. |
| نسل‌کشی ارمنیان                    | بابت نسل‌کشی هنوز از سوی ترکیه غرامتی پرداخت نشده است. امروزه نیز نسل‌کشی در جریان است چرا که با ممانعت از بازگشت جماعت ارمنیان پراکنده به سرزمین مادری شان، این بخش از جامعه ارمنی با خطر همسان‌سازی مواجه هستند. حل و فصل مسئله دادخواهی ارمنی نه تنها یک جنبه عملی عدالت، مجرمیت و مجازات نسل‌کشی است بلکه یک موضوع حقوق بین‌الملل و بر مبنای اصل غیرقابل انکار حق تعیین سرنوشت ملی است.            |
| جماعت ارمنیان پراکنده             | حزب از تقویت روابط و همکاری مؤثر ارمنستان با این جامعه حمایت می‌کند و انسجام جماعت ارمنیان پراکنده را یکی از مهم‌ترین اهداف خود می‌داند. در این راستا، حزب به دنبال تقویت هویت ملی جماعت ارمنیان پراکنده و سازماندهی نقش سیاسی آن و هدایت ظرفیت جماعت ارمنیان پراکنده به سمت شکوفایی کشور ارمنستان و پیگیری مسئله دادخواهی ارمنی است.                                                                |
| روابط ارمنستان و جمهوری آذربایجان | محور اصلی در روابط با جمهوری آذربایجان، مسئله آرتساخ است. حزب خواهان گفتگوی سه جانبه با مشارکت آن جمهوری، ارمنستان و آرتساخ است؛ چرا که آرتساخ طرف اصلی مناقشه است و دولت ارمنستان نیز ضامن استقلال و امنیت آن است. |
| روابط ارمنستان و ترکیه            | حزب معتقد است بن‌بست روابط ارمنستان و ترکیه به دلیل سیاست‌های خصمانه دولت ترکیه علیه ارمنستان و تعیین پیش شرط‌هایی برای برقراری روابط دیپلماتیک و بازگشایی مرزهای دو کشور، همچنان باقی مانده است. این شیوه روابط دو جانبه مورد پذیرش ارمنستان نیست. |
| مشارکت ارمنستان در منطقه          | همگرایی در اقتصاد منطقه‌ای و جهانی نباید منجر به آسیب منافع ملی، ویژگی‌های فرهنگی و هویت مردم ارمنستان شود. |
| روابط ارمنستان و روسیه            | همکاری با روسیه در حوزه‌های سیاسی و اقتصادی و نیز زمینه‌های دیگر ضروری است. |
| جامعه کشورهای مستقل مشترک‌المنافع  | همکاری با جامعه کشورهای مستقل مشترک‌المنافع باید حول منافع مشترک شکل گیرد. |
| همگرایی اروپایی                   | هدف باید عضویت در اتحادیه اروپا باشد. |
| پیمان آتلانتیک شمال (ناتو)        | همکاری با ناتو در راستای ارتقای امنیت منطقه‌ای ضروری است. |
| روابط ارمنستان و آمریکا           | همکاری با آمریکا در حوزه‌های سیاسی و اقتصادی و نیز زمینه‌های دیگر ضروری است. |
| روابط ارمنستان و ایران            | حزب معتقد است ایران شریک استراتژیک ارمنستان در منطقه است. هدف ما ارتقاء روابط نزدیک و دوستانه و نیز گسترش همکاری با این کشور است. |
| روابط ارمنستان و گرجستان          | حزب معتقد است که روابط با گرجستان در گرو حل مشکلات ارمنیان ساکن در منطقه جاواختی است. حزب از یکپارچگی سرزمین گرجستان و نیز حضور مؤثر و قدرتمند جاواخت به عنوان یک نقش مستقیم در تعیین سرنوشت خود در قانون اساسی مورد نظرشان قویاً حمایت می‌کند. |

## برای مطالعهٔ بیشتر
- کتاب جریان‌های سیاسی جمهوری ارمنستان، نویسنده: ولی کوزه‌گر کالجی، انتشارات:آشیان، سال: ۱۳۹۳ تهران. شابک: ۴–۰۳–۷۲۹۳–۶۰۰–۹۷۸